# MIB 30

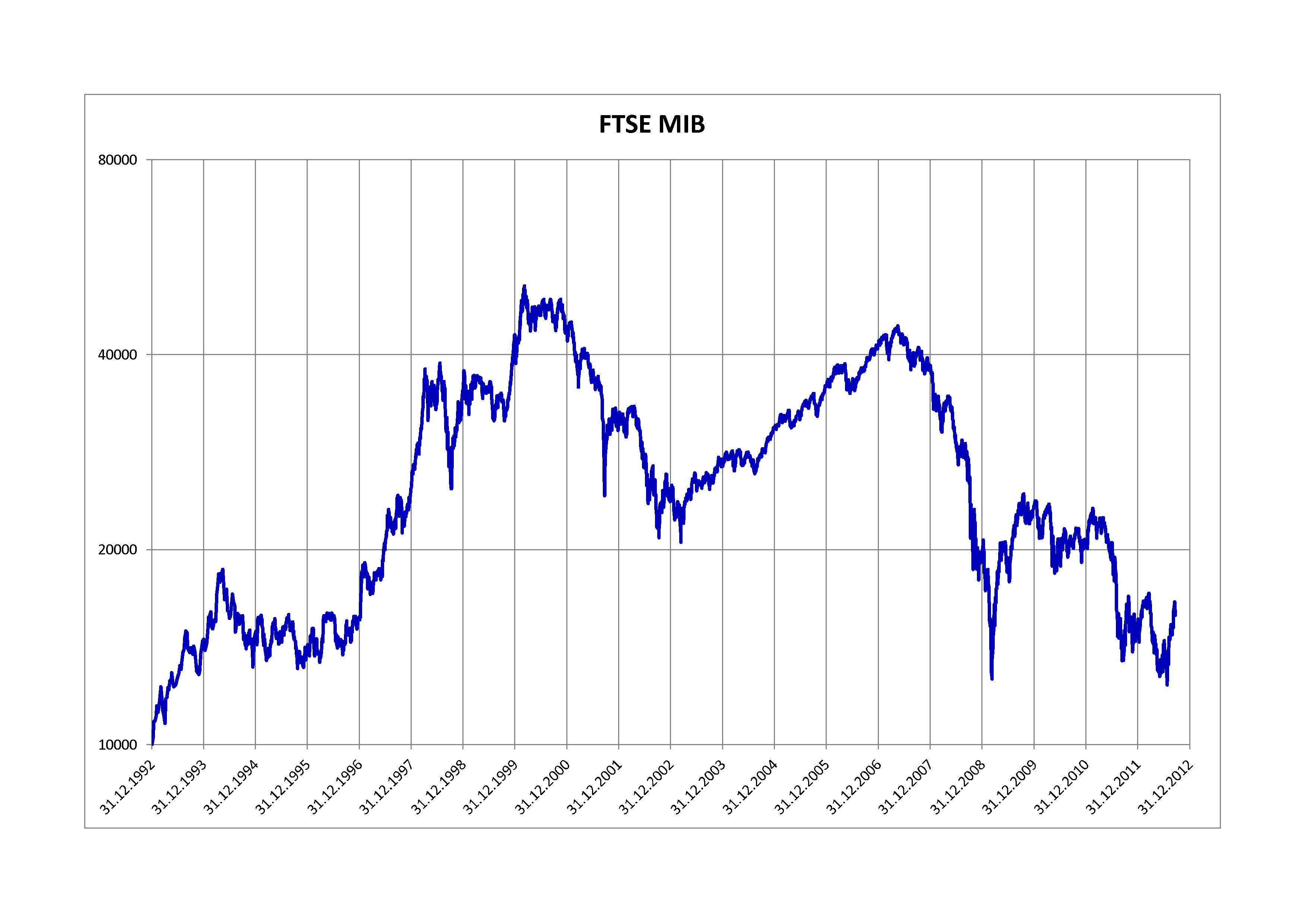
Wykres indeksu MIB 30 w latach 1992-2012

Milano Italia Borsa 30 Index to indeks giełdowy spółek notowanych na Giełdzie Papierów Wartościowych w Mediolanie.
MIB 30 wystartował 31 grudnia 1992 roku z poziomu 10000 punktów.
We wrześniu 2004 r. został zastąpiony indeksem S&P/MIB grupującym 40 spółek o najwyższej kapitalizacji i największej płynności powstającym we współpracy z agencją S&P Global Ratings. Od czerwca 2009 r. indeks nazywa się FTSE MIB (kod FTSEMIB.MI).
Skład indeksu (27.01.2009):
- A2A(inne języki)
- Alleanza(inne języki)
- Assicurazioni Generali
- Atlantia(inne języki)
- Autogrill(inne języki)
- Banca Monte dei Paschi di Siena
- Banca Popolare di Milano(inne języki)
- Banco Popolare(inne języki)
- Bulgari
- Buzzi Unicem(inne języki)
- Enel
- Eni
- FASTWEB(inne języki)
- Fiat
- Finmeccanica(inne języki)
- Fondiaria-Sai(inne języki)
- Geox(inne języki)
- Gruppo Editoriale L’Espresso
- Impregilo(inne języki)
- Intesa Sanpaolo
- Italcementi(inne języki)
- Lottomatica(inne języki)
- Luxottica(inne języki)
- Mediaset
- Mediobanca(inne języki)
- Mediolanum
- Mondadori
- Parmalat
- Pirelli
- Prysmian(inne języki)
- Saipem(inne języki)
- Seat Pagine Gialle(inne języki)
- Snam Rete Gas(inne języki)
- STMicroelectronics NV (Italy)
- Telecom Italia
- Tenaris(inne języki)
- Terna
- UBI Banca
- Unicredito
- Unipol(inne języki)